# Louis-Charles Malassez
Louis-Charles Malassez (Nevers, 1842 – Parigi, 1909) è stato un medico francese.
Fu direttore del laboratorio istologico del Collège de France dal 1875 al 1909. Da lui prende nome il genere botanico Malassezia.